# Карл Фридрих Гаус
Јохан Карл Фридрих Гаус (Брауншвајг, 30. април 1777 — Гетинген, 23. фебруар 1855) био је немачки математичар и научник који је дао значајан допринос у многим пољима, укључујући теорију бројева, анализу, диференцијалну геометрију, геодезију, електростатику, астрономију и оптику. Познат као „принц математичара“ и „највећи математичар од давнина“, Гаус је оставио траг на многим пољима математике и науке и сматра се једним од најутицајнијих математичара у историји.
Изванредну математичку даровитост показао већ у детињству, а прве научне резултате постигао као студент математике у Гетингену. У вези с теоријом дељења круга решио је (1796) проблем конструкције правилних полигона лењиром и шестаром, доказавши да се за неки прости број n може на тај начин конструисати правилни n-троугао онда и само онда када је n Фермаов број, то јест број облика , а као такви су данас познати само 3, 5, 17, 257 и 65 537. Промовисан је 1799. године на темељу докторске дисертације, у којој је доказао изванредно значајан фундаментални теорем алгебре. Делом истраживања у аритметици (лат. Disquisitiones arithmeticae, 1801) поставио је основе савременој теорији бројева. Његова Општа истраживања закривљених површина (лат. Disquisitiones generales circa superficies curvas, 1828) нова су етапа у развоју диференцијалне геометрије и основица њеног напретка све до данас. У томе делу он уводи систематску употребу параметарског представљања површина, две основне квадратне форме, сферно пресликавање и на основи тога појам закривљености у тачки површине. Доказана је и основна теорема о инваријантности закривљености површине при њеном изометричком пресликавању (лат. Theorema egregium). Значајан је и његов прилог теорији грешака при мерењу, изложен као теорија најмањих квадрата у делу Теорија комбиновања уз најмање грешке опажања (лат. Theoria combinationis observantium erroribus minimis obnoxiae, I–III, 1821—1826), према којој је најпогоднија вредност мерене величине она за коју је збир квадрата грешака најмањи.
Открића настала приликом проучавања Земљинога магнетскога поља изложио је у делу Општа теорија магнетизма Земље (1839). Примењивао је математику на описивање електричних и магнетних појава (на пример Гаусов закон за магнетно поље и Гаусов закон за електрично поље). Бавио се оптиком (Гаусова апроксимација). Посебно су значајна његова истраживања у подручју основа геометрије, премда о томе није ништа објавио. Још и пре Н. И. Лобачевскога и Јаноша Бољаја спознао је логичку могућност геометрије различите од еуклидске геометрије и открио у њој низ основних чињеница. Посмртно објављена његова научна оставштина подстакнула је занимање за нееуклидске геометрије и допринела је њиховом бржем развоју. По њему су названи кратер на Месецу (Гаусов кратер) и планетоид (1001 Гаусија).

## Биографија
Јохан Карл Фридрих Гаус је рођен 30. априла 1777. године у Брауншвајгу, у грофовији Брауншвајг-Волфенбитела (сада делу Доње Саксоније, Немачка), као син сиромашних родитеља из радничке класе. Његова мајка је била неписмена. Датум његовог рођења није записан, мада је било познато да се родио у среду, осам дана пре Васкрса. Гаус је касније решио загонетку свог датума рођења у контексту налажења датума Васкрса, изводећи методе за израчунавање датума у прошлим и будућим годинама. Он је био крштен у цркви у близини школе коју је похађао као дете.
Већ су у основној школи били изненађени његовим брзим сабирањем бројева од 1 до 100, када је закључио да збир 50 парова бројева (први и последњи, други и претпоследњи, итд.) износи 101: 1 + 100 = 101, 2 + 99 = 101, 3 + 98 = 101 итд. Проучавао је античке језике у гимназији Martino-Katharineum. У његовој 17 години гроф од Брауншвајг-Волфенбитела му даје стипендију, те се уласком у колегијум Каролинум заинтересовао за математику и самостално открио Бодеов закон пропорција, допринео теорији квадратних форми, аритметичкој средини, геометријској средини, закону квадратне реципрочности, те теореми о простим бројевима. С тим открићима одустао је од проучавања језика и окренуо се математици.

### Математика
Студирао је на Гетингенском универзитету од 1795. до 1798, где му је учитељ био Кестнер којег је често исмејавао; а докторирао је 1799, доказавши да свака алгебарска једначина има најмање једно решење. Та теорема се назива основном теоремом алгебре. Ту је покушао да конструише правилни седмоугао помоћу лењира и шестара. Не само да је дошао до закључка да је то немогуће, већ је открио методе конструкције правилног 17, 257, 65537 – угла. Тако је доказао да је конструкција правилног многоугла, лењиром и шестаром, могућа само када су странице прим бројеви серије 3, 5, 17, 257, 65537 и тако даље; то је описао у књизи о теорији бројева, Disqvisitiones Arithmeticae (Питања о аритметици, 1801), које је класично дело на пољу математике.

#### Гаусова расподела
Нормална расподела, Гаусова расподела или Гаус-Лапласова расподела је најважнија статистичка теоријска расподела (дистрибуција). Први ју је објаснио Абрам де Моавр (1753) као гранични облик биномне расподеле. Нормална расподела је апсолутно непрекидна расподела чија густина је облика:
{\displaystyle f(x\;|\;\mu ,\sigma )={\frac {1}{\sigma {\sqrt {2\pi }}}}\;e^{-{\frac {(x-\mu )^{2}}{2\sigma ^{2}}}}}
Она је двопараметарска функција. Параметри су јој математичко очекивање μ и стандардна девијација σ. Стандардизована нормална расподела има математичко очекивање {\displaystyle \mu =0} и стандардну девијацију {\displaystyle \sigma =1}, а бележи се као {\displaystyle N(0,1)}. Нормална крива (то јест граф нормалне расподеле) звоноликог је облика и симетрична је, па су сви непарни моменти око математичког очекивања расподеле једнаки 0. Математичко очекивање, медијана и модус нормалне расподеле међусобно су једнаки, што је последица својства симетричности густине ове расподеле. Коефицијенти асиметрије једнаки су 0, а коефицијент заобљености је 3.

#### Гаусова крива
Гаусова крива је крива одређена једначином:
{\displaystyle y=e^{-x^{2}}}
симетрична је с обзиром на y-осу, асимптотски се приближује ка x-оси, када x тежи према + ∞ i – ∞. Та се крива, због њене примене у рачуну вероватноће, назива и кривом вероватноће.

#### Гаусов алгоритам
Гаусов алгоритам је низ математичких операција, које је предложио Гаус за решавање система линеарних једначина. Начин на који се поништавају (елиминишу) поједине непознате у једначинама познат је и под именом Гаусове елиминације.

### Астрономија
Гаус се након тога посветио астрономији те је по његовим прорачунима планетоид Церес, откривен 1801. Дао је такође нову методу израчунавања путања или орбита небеских тела. Године 1807, након смрти Грофа од Брунсвика, постао је математички професор и директор опсерваторије у Гетингену, где је остао све до своје смрти 1855. Након низа породичних трагедија, 1809. издаје своју другу књигу у два дела Theoria motus corporum celestium in sectionibus concis Solem ambientum, о кретању небеских тела. У првом делу расправља о диференцијалним једначинама, деловима купе и елиптичним орбитама, док у другом, главном делу показује како се може наћи и израчунати орбита планета. Гаусов допринос теоријској астрономији престаје након 1817, иако наставља с посматрањима. Иако у опсерваторији проводи већину времена, налази времена и за рад на другим подручјима науке. Његова дела из тог периода су: Disquisitiones generales circa seriem infinitam, увод у теорију хипергеометријских функција; Methodus nova integralium valores per approximationem inveniendi, практични есеј о интегралном рачуну, Bestimmung der Genauigkeit der Beobachtungen, расправа о статистичким проценама, те Theoria attractions corporum sphaeroidicorum ellipticorum homogeneorum methodus nova teactata, инспирисана геометријским проблемима.

### Геодезија
Гаус се током 1820-их све више интересовао за геодезију. Године 1818. спроводио је геодетска истраживања за државу Хановер, о спајању с данском жељезничком мрежом, те је изумео хелиотроп (справу за сигнализацију на даљину), који је радио на начелу рефлектовања сунчевих зрака помоћу телескопа и огледала. Од 1820. до 1830. издао је више од 70 чланака. Године 1822. освојио је награду Копенхагенског универзитета с делом Theoria attractions corporum sphaeroidicorum ellipticorum homogeneorum methodus nova teactata. Гаус је први развио нееуклидску геометрију, дискутујући са Фаркашом Болјајом, Јаношом Болјајом и Лобачевским. Проучавао је диференцијалну геометрију, те је о тој теми написао дело Disquisitiones generales circa superfices curva (1828), његово најважније дело на том подручју, које садржи идеје као Гаусова крива (нормалан граф вероватноће) и теорем егрегриум. По Гаусу је назван и Гаус-Кригеров координатни систем који је усвојен као званична државна картографска пројекција у Краљевини СХС 1924. године и коришћен у Републици Србији до 2011. године.

### Физика
Са немачким физичаром Вилхелм Едуард Вебером, Гаус је спровео опширно истраживање о магнетизму, а његово примењивање математике на магнетизам и електрицитет је једно од његових важнијих доприноса (у част њему јединица интензитета магнетског поља добила је назив гаус). О тој је теми написао многа дела као: Intensitas vis magneticae terrestris ad mensuram absolutam revocata (1832), Allgemeine Theorie des Erdmagnetismus (1839) и  (1840). Гаус и Вебер су открили Кирхофове законе, конструисали примитивни телеграф те створили властите новине Magnetischer Verein. Међу његовим задњим делима је расправа с Герлингом о Фукоовом клатну (1854). Доживео је отворење хановерске железничке мреже, те је преминуо 23. фебруара 1855. у Гетингену, а да ретко које поље математике, астрономије и математичке физике није остало дотакнуто његовим доприносима. Његов мозак је сачуван и изучавао га је Rudolf Ваgner, који је утврдио да је његова маса 1.492 грама (нешто изнад просека) и да је церебрална област једнака 219.588 квадратна милиметра Високо развијене конволуције су исто тако уочене, што је у раном 20. веку сматрано објашњењем његовог генија.

#### Гаусов закон електричнога поља
Гаусов закон електричнога поља је физички закон према којем су линије електричнога поља отворене криве што излазе из позитивних електричних набоја, а завршавају у негативним електричним набојима, односно ток електричнога поља кроз замишљену затворену површину једнак је збиру свих електричних набоја који се налазе унутар те површине подељене с диелектричном пермитивношћу вакуума. У интегралном облику закон гласи:
{\displaystyle \Phi _{E}={\frac {Q}{\varepsilon _{0}}}}
где је: ΦE - ток електричног поља, Q - електрични набој, ε0 - диелектрична константа вакуума. Ток се надаље може повезати са електричним пољем:
{\displaystyle \Phi _{E}=\int _{s}E\cdot dA}
где је: E - вектор електричног поља, а dA - елемент површине S по којој се интегрише. Ток електричнога поља кроз произвољну затворену површину која не садржи електрични набој једнак је нули, то јест електрични набој извор је електричног поља.

#### Гаусов закон магнетскога поља
Гаусов закон магнетскога поља је физички закон према којему су линије магнетскога поља затворене линије, односно магнетски ток (ток вектора магнетске индукције) кроз замишљену затворену површину једнак је нули:
{\displaystyle \iint \mathbf {B} \cdot dS=0}
где је: B - магнетски ток, а S - затворена површина. Тим је законом потврђено да у природи не постоје магнетски монополи.

#### Гаусов систем јединица
Гаусов систем јединица је систем мерних јединица који је на темељу предлога Гауса и В. Вебера прихваћен на 1. међународном електротехничком конгресу у Паризу 1881. и сматран јединственим системом јединица свеукупне науке. Основне су му јединице биле центиметар, грам и секунда, по чему је назван ЦГС-системом. Због кривих тумачења замисли његових оснивача, у примени је тога система било много тешкоћа, посебно у подручју електромагнетизма. Електричне су се величине изражавале јединицама ЦГСе-система (електростатички систем јединица), а магнетске јединицама ЦГСм-система (електромагнетски систем јединица). За такав мешовити, некохерентни систем предложио је Херман фон Хелмхолц 1882. назив Гаусов систем јединица. Уз друге системе примењивао се седамдесетак година, посебно у физици. Сва су 3 система данас замењена Међународним системом мерних јединица (SI).